# 425 (số)
425 (bốn trăm hai mươi lăm) là một số tự nhiên ngay sau 424 và ngay trước 426.